# 라화쿵부
라화쿵부는 회풍식품에서 운영하는 대한민국의 마라탕 쌀국수 전문점이다. 마라탕과 마라샹궈, 운남식 쌀국수, 꿔바로우 등 다양한 중식 요리를 판매하고 있다. 2012년 설립되었으며, 2018년 기준 45개의 점포가 운영되고 있다.

## 연혁
- 2012년: 라화쿵부 대림점 개점
- 2013년: 라화쿵부 정왕, 안산, 수원 지점 개점
- 2014년: 라화쿵부 건대점, 정왕 2호점 개점
- 2015년: 회풍식품 법인 설립
- 2016년: 라화쿵부 신촌 직영점 개점
- 2017년: 영등포시장점, 이대1호점, 역삼점, 명동1호점, 명동2호점, 명동3호점 개점 등 주요 지점 개점
- 2017년: 대한민국 라면박람회 참가(2016.
- 2018년 10월 18-20일: IFS 프랜차이즈 서울 참가
- 2018년: 전국 약 45개 점포 개점

## 방송 출연
- 2015년 다문화tvM, 생방송 다문화투데이, <돈이 보인다>.
- 2015년 SBS CNBC, 식객남녀 잘먹었습니다, <오리지널 중국 속으로 중국 국민 음식>.
- 2015년 SBS, 생방송투데이, <골목은 살아있다 자양동 중국음식골목>.
- 2016년 MBC, 생방송 광화문의 아침, <'대림 차이나타운' 맛집 탐방!>.
- 2017년 OBS, 딜리셔스데이 로맨스, 3회 <명동 마라탕 전문점>.
- 2017년 Comedy TV, 맛있는 녀석들, 143회 <143회 마라샹궈 쪼는맛 늬 내 누군지 아니>.
- 2017년 Vapp, 혼밥스타그램, <러블리즈 미주&예인>.
- 2018년 SBS CNBC, 성공의 정석 꾼, <94회>.
- 2018년 Comedy TV, 혼밥특공대, <2화>.
- 2018년 채널A, 관찰카메라24, 52화 <대륙의 맛 총출동! ‘중국음식문화거리’>.

## 참고 문헌
- 성공의 정석, 꾼 (2018.10.18). "‘얼큰한 中요리’ 마라탕으로 성공한 꾼…“평생 배우며 살 것” 보관됨 2018-12-31 - 웨이백 머신. SBS CNBC.
- 강동완 기자 (2018.10.16). IFS 프랜차이즈 서울, 18일부터 코엑스에서 … "외식 서비스 도소매업 참가해". 머니투데이.
- 임요희 기자 (2017.09.16). “마라탕을 아시나요?” 건대 갈만한 곳과 새로운 맛집 소식. 트레블바이크뉴스.
- 창업&프랜차이즈 기자 (2018.03.09) <라화쿵부>. 창업&프랜차이즈신문.
- 임나경 기자 (2018.09.20) 원조 마라탕, 중국의 식문화를 알리다. 창업&프랜차이즈신문.